# 斯帕西克 (韃靼布納雷區)
45°45′32″N 29°26′22″E / 45.75889°N 29.43944°E

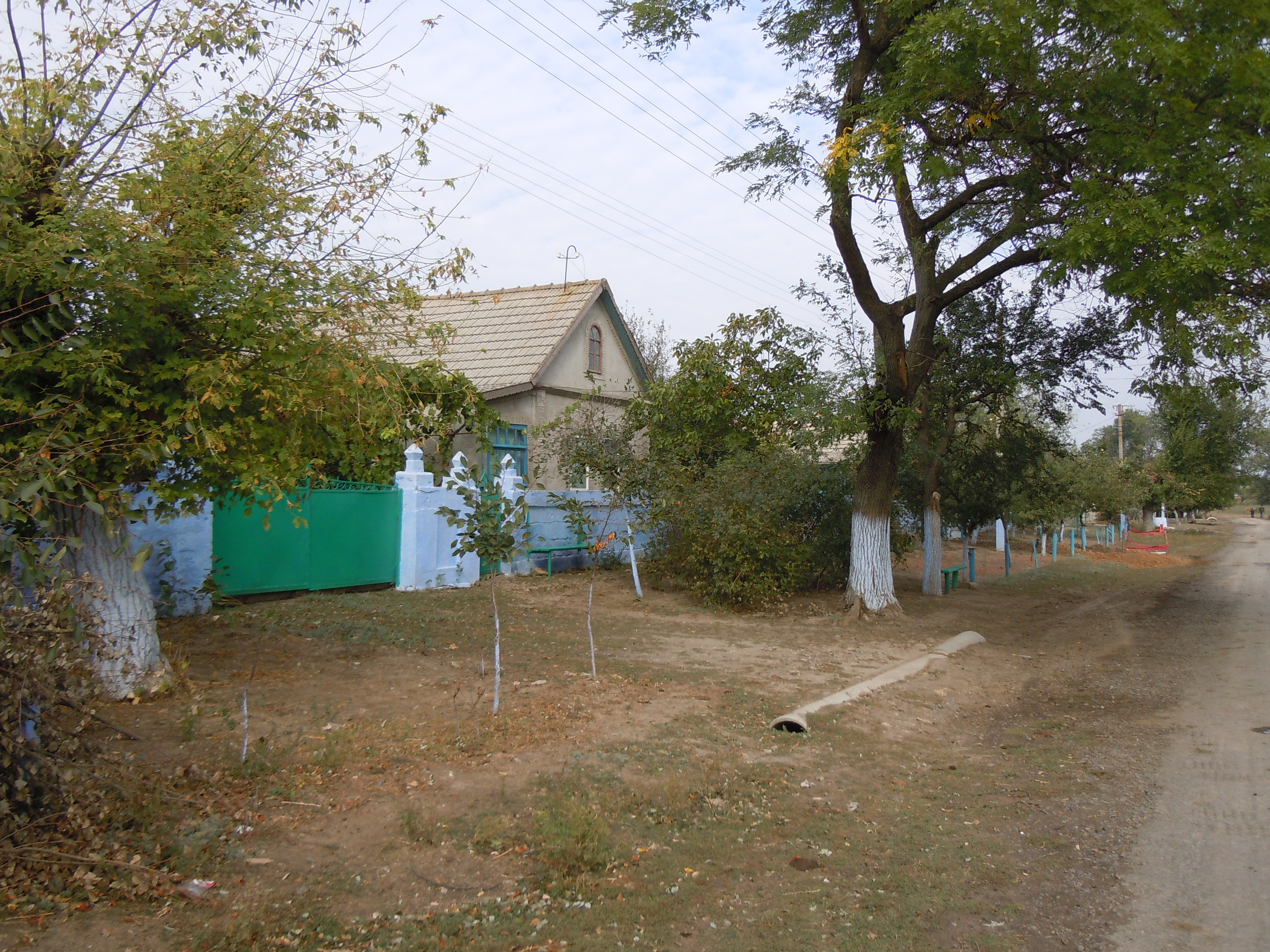

斯帕斯凱（烏克蘭語：Спаське）是位於烏克蘭西南部的村莊，由敖德萨州裡比爾霍羅德-德涅斯特羅夫斯基區的韃靼布納雷市鎮負責管轄。該村始建於1818年，面積1.78平方公里，海拔高度32米，2001年人口818，人口密度每平方公里459.55人。